# Marc-André Thinel
Marc-André Thinel (* 24. März 1981 in Saint-Jérôme, Québec) ist ein kanadischer Eishockeyspieler, der zwischen 2005 und 2020 ununterbrochen bei den Dragons de Rouen in der französischen Ligue Magnus spielte. Seit seinem Karriereende 2020 ist er Assistenztrainer respektive Assistenz-Sportdirektor bei den Dragons de Rouen.

## Karriere
Marc-André Thinel begann seine Karriere als Eishockeyspieler bei den Victoriaville Tigres, für die er von 1997 bis 2001 in der kanadischen Juniorenliga Québec Major Junior Hockey League aktiv war. In diesem Zeitraum wurde er im NHL Entry Draft 1999 in der fünften Runde als insgesamt 145. Spieler von den Montréal Canadiens ausgewählt, für die er allerdings nie spielte. Stattdessen lief der Angreifer in der Saison 2001/02 für die Québec Citadelles in der American Hockey League auf, für die er in seinem Rookiejahr in insgesamt 75 Spielen zehn Scorerpunkte erzielte. Im folgenden Jahr stand der Linksschütze parallel für die Lexington Men O’War in der East Coast Hockey League sowie die Utah Grizzlies aus der AHL auf dem Eis.
Nachdem Thinel die Saison 2003/04 in der ECHL bei den Columbus Cottonmouths begonnen hatte, beendete er sie im AHL-Team der Hamilton Bulldogs, bei dem er auch die Zeit des Lockouts in der Saison 2004/05 überbrückte. Anschließend unterschrieb der Kanadier einen Vertrag bei den Dragons de Rouen aus der französischen Ligue Magnus. Dort entwickelte er sich zu einem der besten Spieler ligaweit und gewann in den Jahren 2007 und 2008 jeweils die Trophée Charles Ramsey als bester Torschütze mit 21 bzw. 24 Treffern. Mit seinen Toren hatte der Flügelspieler maßgeblichen Anteil am Gewinn des Französischen Meistertitels in der Saison 2005/06, sowie dem Double aus Meisterschaft und Coupe de la Ligue in der Saison 2007/08.
Im Jahr 2009 spielte Thinel mit den Dragons das Finalturnier um den IIHF Continental Cup, in dem er mit seiner Mannschaft den zweiten Platz hinter dem slowakischen Vertreter MHC Martin belegte. Bei diesem Turnier konnte der Kanadier auch auf europäischer Ebene überzeugen und wurde zum besten Stürmer gewählt und als bester Torschütze und Topscorer des IIHF Continental Cup ausgezeichnet, wobei er sich die beiden letzten Auszeichnungen mit dem Tschechen Lukáš Havel vom MHC Martin teilen musste.
In den folgenden Jahren kam weitere nationale Titel hinzu, unter anderem vier weitere Meistertitel und zwei Pokalsiege. 2016 gewann Thinel erneut den IIHF Continental Cup mit den Dragons und wurde abermals als bester Stürmer ausgezeichnet.
Nach der Saison 2019/20 beendete er seine Karriere.

## Erfolge und Auszeichnungen
- 2000 QMJHL First All-Star Team
- 2001 CHL Third All-Star Team
- 2006 Französischer Meister mit den Dragons de Rouen
- 2007 Trophée Charles Ramsey
- 2008 Französischer Meister mit den Dragons de Rouen
- 2008 Trophée Charles Ramsey
- 2008 Coupe-de-la-Ligue-Gewinn mit den Dragons de Rouen
- 2009 Bester Stürmer des IIHF Continental Cup
- 2010 Französischer Meister mit den Dragons de Rouen
- 2010 Coupe-de-la-Ligue-Gewinn mit den Dragons de Rouen
- 2010 Trophée-des-Champions-Gewinn mit den Dragons de Rouen
- 2011 Französischer Meister mit den Dragons de Rouen
- 2011 Coupe-de-France-Gewinn mit den Dragons de Rouen
- 2012 IIHF-Continental-Cup-Gewinn mit den Dragons de Rouen
- 2012 Bester Stürmer des IIHF Continental Cup
- 2013 Französischer Meister mit den Dragons de Rouen
- 2013 Coupe-de-la-Ligue-Gewinn mit den Dragons de Rouen
- 2014 Coupe-de-la-Ligue-Gewinn mit den Dragons de Rouen
- 2015 Coupe-de-France-Gewinn mit den Dragons de Rouen
- 2016 IIHF-Continental-Cup-Gewinn mit den Dragons de Rouen
- 2016 Bester Stürmer des IIHF Continental Cup
- 2016 Französischer Meister mit den Dragons de Rouen
- 2016 Coupe-de-France-Gewinn mit den Dragons de Rouen
- 2018 Französischer Meister mit den Dragons de Rouen

## Karrierestatistik
(Legende zur Spielerstatistik: Sp oder GP = absolvierte Spiele; T oder G = erzielte Tore; V oder A = erzielte Assists; Pkt oder Pts = erzielte Scorerpunkte; SM oder PIM = erhaltene Strafminuten; +/− = Plus/Minus-Bilanz; PP = erzielte Überzahltore; SH = erzielte Unterzahltore; GW = erzielte Siegtore; 1 Play-downs/Relegation; Kursiv: Statistik nicht vollständig)